# Ján Franek
Ján Franek (* 14. April 1960 in Gbeľany, Okres Žilina) ist ein ehemaliger tschechoslowakischer Boxer im Halbmittelgewicht. Er gewann 1980 eine olympische Bronzemedaille.
Ján Franek war während seiner Wettkampfkarriere rund 1,77 m groß und erreichte seine größten Erfolge im Jahr 1980. Im Februar besiegte er in einem Länderkampf den Ungarn Imre Némedi. Im Juni gewann er die Tschechoslowakischen Meisterschaften und startete im August bei den 22. Olympischen Spielen in Moskau. Dort kam er durch drei vorzeitige Siege gegen Benedetto Gravina aus Italien, Scheliu Stefanow aus Bulgarien und Wilson Kaoma aus Sambia ins Halbfinale, wo er schließlich selbst vorzeitig gegen den Kubaner Armando Martínez unterlag und somit mit einer Bronzemedaille aus den Spielen ausschied. Im November gewann er noch das finnische Tammer Turnier in Tampere.
Im September 1981 gewann er das Václav Procházka Turnier in Ostrava, wobei er sich unter anderem gegen die Starter aus Kuba, Bulgarien und der Sowjetunion durchsetzen konnte. Im Juni 1984 gewann er noch einen Länderkampf gegen Deutschland, durch K.-o.-Sieg gegen Gerhard Schubert.
Von Juli 1991 bis April 1992 bestritt er acht Profikämpfe in Italien, Deutschland und Österreich. Sein bedeutendster Sieg war ein K.-o.-Sieg in Runde 5 gegen den internationalen Deutschen Meister Niyazi Aytekin.

## Sonstiges
Er ist der ältere Bruder des Boxers Michal Franek. Seine Tochter ist die Miss Slowakei 2009, Barbora Franeková.